# Cantó de Saint-Étienne-du-Rouvray
El cantó de Saint-Étienne-du-Rouvray és un cantó francès del departament del Sena Marítim, situat al districte de Rouen. Compta 1 municipi i amb part del municipi de Saint-Étienne-du-Rouvray.

## Municipis
- Oissel
- Saint-Étienne-du-Rouvray (part)

## Història
| Data d'elecció                           | Identitat       | Partit | Qualitat |
| ---------------------------------------- | --------------- | ------ | -------- |
| 1982-1982                                | Pierre Toutain  | PCF    |          |
| 1982-2004                                | Pierre Tréhet   | PCF    |          |
| 2004-                                    | Hubert Wulfranc | PCF    |          |
| les dades anteriors no són pas conegudes |                 |        |          |
|                                          |                 |        |          |